# Осетер зелений
Зелений, або тихоокеанський осетер (Acipenser medirostris) — вид риб родини осетрові роду осетер. Зовні дуже схожий на вид сахалінського осетра (Acipenser mikadoi) Hilgendorf, 1892. Російський іхтіолог Лев Семенович Берг вважав, що вони є одним видом. Недавні дослідження, а саме молекулярні дані щодо трьох мітохондріальних генів і морфометричні дані дають уявлення про значне дистанціювання північноамериканської і азійської форм одна від одної.

## Будова
Осетрова риба середніх розмірів з трикутною головою, покритою зверху кістяними щитками, подовженим рилом з увігнутим профілем, на нижньому боці якого поперечний ряд з 4 гладких вусиків, ближче до рота, ніж до вершини рила. Рот нижній, поперечний, невеликий, нижня губа перервана.

## Поширення
Прибережні води у північно-східній частині Тихого океану від східної Камчатки до південної Каліфорнії. Відзначено два випадки затримання біля узбережжя східної Камчатки: у пригирловій зоні річки Камчатка і в Олюторській затоці біля гирла річки Апука.